# Rozszerzająca się depresja korowa

Rozszerzająca się depresja korowa (CSD, z ang. cortical spreading depression) – rozchodząca się fala zmniejszonej aktywności bioelektrycznej kory mózgu.
Rozszerzająca się depresja aktywności neuronowej została pierwszy raz zaobserwowana na zwierzętach doświadczalnych (króliki, gołębie i kilka kotów) przez Aristidesa Leão w 1944 roku.
Trzy lata wcześniej Karl Lashley opublikował pracę opartą na pomiarach przesuwania się mroczków w polu widzenia oka, z której wnioskował o aktywności mózgowej w korze wzrokowej. Lashley obliczył też, jak szybko musi się przesuwać zaburzenie w mózgu poprzez korę wzrokową, żeby otrzymać zgodność z przesuwaniem się widzialnych mroczków migoczących.
W 1958 roku Millner połączył obserwacje Lashleya z pomiarami Leão i zaproponował, że mroczki w czasie migreny z aurą są związane z rozszerzającą się depresją neuronową w początku migreny.
Istnieją hipotezy, że obserwowane iluzje fortyfikacyjne są związane z tym, jak neurony są zorganizowane w korze wzrokowej i tym, jak przesuwa się fala depresji przez tego typu sieć.
W pośredni sposób pomiary Aristidesa Leão i późniejsza hipoteza neuronalna aury migrenowej były antycypowane w pionierskiej monografii o migrenie Edwarda Liveinga, który zaproponował termin „sztormy nerwów” w 1873 roku.
Z badań na szczurach wynika, że rozszerzająca się depresja korowa hamowana jest przez THC.